# The Australian
The Australian, con su edición sabatina The Weekend Australian, es un periódico de formato grande publicado por News Corp Australia desde el 14 de julio de 1964. Como primer diario australiano de distribución nacional, su número de lectores en septiembre de 2019, tanto de la edición impresa como de la digital, era de 2 394 000. Su línea editorial se ha autodefinido a lo largo del tiempo como de centro-derecha.
The Australian integra contenidos de periódicos extranjeros propiedad de News Corp, la matriz internacional de News Corp Australia, entre ellos The Wall Street Journal y The Times.

## Historia
La primera edición de The Australian fue publicada por Rupert Murdoch el 15 de julio de 1964, convirtiéndose en el tercer periódico nacional de Australia tras los diarios de transporte Daily Commercial News (1891) y Australian Financial Review (1951). A diferencia de otros periódicos originales de Murdoch, no es una publicación tabloide. En aquella época, un periódico nacional se consideraba inviable desde el punto de vista comercial, ya que los ingresos de los periódicos dependían sobre todo de la publicidad local. The Australian se imprimía en Canberra y las planchas se enviaban por avión a otras ciudades para ser copiadas. Desde su creación, el periódico luchó por la viabilidad financiera y funcionó con pérdidas durante varias décadas.
El primer director de The Australian fue Maxwell Newton, que abandonó el periódico al cabo de un año, y fue sucedido por Walter Kommer, y luego por Adrian Deamer. Bajo la dirección de Deamer, The Australian fomentó el periodismo femenino y fue el primer diario de gran tirada en contratar a un reportero aborigen, John Newfong.
Durante las elecciones de 1975, la campaña de su propietario contra el gobierno de Whitlam llevó a los periodistas del periódico a una huelga sobre la dirección editorial.
En septiembre de 2017, The Australian lanzó un sitio web en chino mandarín.
Desde 2019, The Australian publica un estudio anual, llamado Australia's Richest 250, que clasifica a las personas más ricas del país del uno al 250, por orden de su patrimonio neto.

## Páginas de opinión
El ex director Paul Kelly declaró en 1991: «The Australian se ha establecido en el mercado como un periódico que apoya el libertarismo económico». Laurie Clancy afirmó en 2004 que el periódico «un tono generalmente conservador y está muy orientado a los negocios; cuenta con columnistas de diversas tendencias políticas, pero en su mayoría de derechas». El ex redactor jefe Chris Mitchell ha declarado que las páginas editoriales y de opinión del periódico son de centro-derecha, pero «afirma que es de centro-derecha en su cobertura informativa».
The Australian presenta diversas opiniones sobre el cambio climático, incluidos artículos de quienes discrepan del supuesto consenso científico, como Ian Plimer, y de quienes están de acuerdo, como Tim Flannery y Bjørn Lomborg. Un estudio de 2011 sobre los artículos de los siete años anteriores afirmaba que cuatro de cada cinco artículos se oponían a tomar medidas contra el cambio climático.
En 2010, el presentador de Media Watch (ABC), Paul Barry, acusó a The Australian de emprender una campaña contra los Verdes Australianos, y el líder federal de los Verdes, Bob Brown, escribió que The Australian «se ha salido del cuarto poder al considerarse un determinante de la democracia en Australia». En respuesta, The Australian opinó que «el líder de los Verdes, Bob Brown, ha acusado a The Australian de intentar destrozar la alianza entre Verdes y Laboristas. Llevamos con orgullo las críticas del senador Brown. Creemos que él y sus colegas Verdes son unos hipócritas; que son malos para la nación; y que deberían ser destruidos en las urnas».
The Australian ha sido descrito por algunos comentaristas de medios y académicos como un medio que trabaja para promover una agenda de derecha y, como resultado, fomenta la polarización política en Australia. En 2019, el ex periodista de The Australian Rick Morton informó en The Saturday Paper que un estudio no publicado de la Universidad de Victoria, Melbourne, encontró que The Australian «alimenta el reclutamiento de extrema derecha» a través de un lenguaje codificado de silbato para perros. La Universidad de Victoria emitió un comunicado en el que afirmaba que «en ningún momento el informe de investigación afirma que la publicación de News Ltd alimentara el sentimiento de extrema derecha».

## Australian of the Year Award
En 1971, The Australian instituyó su propio «Australian of the Year Award» («Premio al Australiano del Año»). Desde 1968, el premio oficial había estado vinculado durante mucho tiempo al Consejo del Día de Australia de Victoria, y en aquel momento surgió la percepción pública de que estaba basado en el estado. Como periódico nacional, The Australian consideró que estaba mejor situado para crear un premio que representara más verdaderamente a toda Australia. Los candidatos son propuestos por los lectores, decididos por un consejo editorial y concedidos en enero de cada año.

## Circulación
En septiembre de 2019, Roy Morgan reportó cifras de 843 000 lectores para la versión impresa (total, ediciones de fin de semana y día de la semana) y 1 903 000 para las versiones digitales, para un total total multiplataforma de 2 394 000. A modo de comparación, la cifra total de The Sydney Morning Herald fue de 4 209 000; The Age (Melbourne) 2 852 000, Herald Sun (Melbourne) 2 801 000. El único otro diario de difusión nacional, Australian Financial Review, centrado en los negocios, tuvo 1 599 000 lectores multiplataforma.